# Archimede Casadei Lucchi
Archimede Casadei Lucchi (Rimini, 27 agosto 1930) è un politico italiano.

## Biografia
Esponente del Partito Comunista Italiano, fu eletto sindaco di Cesena il 2 ottobre 1985, restando in carica fino al 27 giugno 1986.
Venne poi eletto al Senato nel 1987, nella X legislatura; dopo lo scioglimento del PCI aderisce al Partito Democratico della Sinistra, conclude il proprio mandato parlamentare nel 1992.